# Химера (албум)
Химера е осмият студиен албум на група Ария. Албумът е записан в по-мелодичен стил и съдържа повече балади от предишните. Текстовете са на Маргарита Пушкина и Александър Елин, който пише песните, композирани от Владимир Холстинин, тъй като китаристът на Ария и Пушкина са в творческо разногласие по това време.

## История на създаването
Изборът на текстовете на песните продължава дълго, като за всяка композиция има по няколко варианта. Само за песента „Осколок льда“ има 11 варианта за текст, предлагайки продължения на „Беспечный ангел“ и „Улица роз“. Песента „Я не сошел с ума“ първоначално се казва „Сизиф“. Албумът е официално издаден на 12 април 2001 година, а песните „Штиль“, „Осколок льда“ и „Небо тебя найдёт“ стават хитове и достигат до класацията на Наше радио „Чартовая дюжина“.

## Списък на песните
- 1. Химера
- 2. Небо тебя найдёт
- 3. Я не сошёл с ума
- 4. Вампир
- 5. Горящая стрела
- 6. Штиль
- 7. Путь в никуда
- 8. Ворон
- 9. Осколок льда
- 10. Тебе дадут знак